# لقد كانت جميلة
لقد كانت جميلة (بالكورية: 그녀 는 예뻤다) هو مسلسل تلفزيوني كوري جنوبي بث سنة 2015 ، على قناة إم بي سي الكورية كل أربعاء والخميس في الساعة 22:00 بتوقيت كوريا الجنوبية.

## القصة
تتحدث دراما عن رجل وامرأة من المعارف التقيا بعد أن مرا بالعديد من التغيرات إما في الثروة أو الجمال وتدور أحداثها حول امرأتين ورجل، الأولى ابنة جميلة من عائلة غنية لكنها مرت بتغيير سلبي بعد انهيار عائلتها والمرأة الأخرى تحظى بشعبية بين الرجال لوجهها وجسمها الجميل، أما الرجل فيحاول فتح صفحة جديدة بعد أن كان مليء بالدهون وقبيح عندما كان شاباً. 

## بطولة
- هوانغ جونغ أوم في دور كيم هاي جين
- بارك سو جون في دور بارك سونغ جون
- جوو جون هي : في دور مين ها ري
- تشوي شي وون : في دور كيم شين هيوك

### دور داعم
- شين هاي سون في دور هان سيول
- شين دونغ مي في دور تشا جو يونغ

## المشاهدات
| الحلقة | تاريخ البث الأصلي | متوسط حصة الجمهور | متوسط حصة الجمهور | متوسط حصة الجمهور | متوسط حصة الجمهور | متوسط حصة الجمهور     |
| الحلقة | تاريخ البث الأصلي | تقييمات TNmS      | تقييمات TNmS      | إيه جي بي نيلسن   | إيه جي بي نيلسن   | أعلى تقييمات الإنترنت |
| الحلقة | تاريخ البث الأصلي | على الصعيد الوطني | سيول              | على الصعيد الوطني | سيول              | أعلى تقييمات الإنترنت |
| ------ | ----------------- | ----------------- | ----------------- | ----------------- | ----------------- | --------------------- |
| 1      | 16 سبتمبر 2015    | 4.9٪ (NR)         | 5.8٪ (NR)         | 4.8٪ (NR)         | 5.0٪ (NR)         | 14.7٪ (الثاني)        |
| 2      | 17 سبتمبر 2015    | 7.1٪ (NR)         | 8.1٪ (15)         | 7.2٪ (NR)         | 7.8٪ (17)         | 22.3٪ (الثاني)        |
| 3      | 23 سبتمبر 2015    | 8.0٪ (18)         | 9.1٪ (الحادي عشر) | 8.5٪ (الرابع عشر) | 9.4٪ (الحادي عشر) | 29.7٪ (الثاني)        |
| 4      | 24 سبتمبر 2015    | 7.8٪ (التاسع عشر) | 8.8٪ (15)         | 9.9٪ (الحادي عشر) | 9.9٪ (الحادي عشر) | 31.4٪ (الثاني)        |
| 5      | 30 سبتمبر 2015    | 9.0٪ (16)         | 10.8٪ (الثامن)    | 10.7٪ (الثامن)    | 11.9٪ (الثامن)    | 40.0٪ (الأول)         |
| 6      | 1 أكتوبر 2015     | 8.4٪ (التاسع عشر) | 10.4٪ (العاشر)    | 10.2٪ (17)        | 11.3٪ (التاسع)    | 39.0٪ (الأول)         |
| 7      | 7 أكتوبر 2015     | 11.8٪ (الثامن)    | 13.7٪ (الخامس)    | 13.1٪ (السادس)    | 14.2٪ (الثالث)    | 46.9٪ (الأول)         |
| 8      | 8 أكتوبر 2015     | 13.2٪ (السادس)    | 15.4٪ (الثاني)    | 14.5٪ (الثالث)    | 16.3٪ (الثالث)    | 49.7٪ (الأول)         |
| 9      | 15 أكتوبر 2015    | 16.2٪ (الثاني)    | 19.1٪ (الثاني)    | 16.7٪ (الثالث)    | 17.9٪ (الثاني)    | 59.4٪ (الأول)         |
| 10     | 21 أكتوبر 2015    | 15.3٪ (الرابع)    | 17.4٪ (الثاني)    | 17.3٪ (الثاني)    | 19.7٪ (الثاني)    | 59.6٪ (الأول)         |
| 11     | 22 أكتوبر 2015    | 17.2٪ (الثاني)    | 19.7٪ (الثاني)    | 17.7٪ (الثاني)    | 19.2٪ (الثاني)    | 59.8٪ (الأول)         |
| 12     | 28 أكتوبر 2015    | 15.5٪ (الرابع)    | 17.8٪ (الثاني)    | 16.5٪ (الثالث)    | 17.9٪ (الثاني)    | 58.6٪ (الأول)         |
| 13     | 29 أكتوبر 2015    | 15.0٪ (الرابع)    | 17.5٪ (الثاني)    | 18.0٪ (الثاني)    | 19.8٪ (الثاني)    | 56.0٪ (الأول)         |
| 14     | 4 نوفمبر 2015     | 15.3٪ (الثالث)    | 17.4٪ (الأول)     | 15.9٪ (الثالث)    | 17.8٪ (الثاني)    | 58.0٪ (الأول)         |
| 15     | 5 نوفمبر 2015     | 15.0٪ (الثالث)    | 17.8٪ (الثاني)    | 16.9٪ (الثاني)    | 18.7٪ (الثاني)    | 52.8٪ (الأول)         |
| 16     | 11 نوفمبر 2015    | 15.0٪ (الثاني)    | 17.7٪ (الأول)     | 15.9٪ (الثالث)    | 17.7٪ (الثاني)    | غير متاح              |
| متوسط  | متوسط             | 12.2٪             | 14.2٪             | 13.4٪             | 14.7٪             | -                     |

## روابط خارجية
- لقد كانت جميلة على موقع IMDb (الإنجليزية)
- لقد كانت جميلة على موقع نتفليكس (الإنجليزية)
- لقد كانت جميلة على موقع كينوبويسك (الروسية)
- لقد كانت جميلة على موقع قاعدة بيانات الفيلم (الإنجليزية)